# Liste der Nummer-eins-Hits in Japan (2009)
Die Liste der japanischen Nummer-eins-Hits enthält die Daten vom 1. Januar 2009 bis zum 31. Dezember 2009. Die letzte Woche im Jahr fällt mit der ersten Woche des neuen Jahres zusammen. Angegeben sind die Verkaufszahlen der jeweiligen Nummer 1 in ihrer Woche. Alle Angaben basieren auf den offiziellen japanischen Charts von Oricon.
| Singles | Alben |
| --- | --- |
| - Ayumi Hamasaki – Days/Green – 127.650 - 1 Woche (29. Dezember 2008 – 11. Januar 2009) - Kumi Kōda – Stay with Me – 58.108 - 1 Woche (12. Januar – 18. Januar) - Hideaki Takizawa – Ai-Kakumei – 57.414 - 1 Woche (19. Januar – 25. Januar) - Junko Akimoto – Ai no Mama de – 34.569 - 1 Woche (26. Januar – 1. Februar) - TVXQ – Bolero / Kiss the Baby Sky / Wasurenaide – 89.071 - 1 Woche (2. Februar – 8. Februar) - KinKi Kids – Yakusoku – 171.412 - 1 Woche (9. Februar – 15. Februar) - Kiyoshi Hikawa – Rokyoku Ichidai – 73.426 - 1 Woche (16. Februar – 22. Februar) - KAT-TUN – One Drop – 281.359 - 1 Woche (23. Februar – 1. März) - aiko – Milk / Nageki no Kiss – 71.470 - 1 Woche (2. März – 8. März) - Ayumi Hamasaki – Rule / Sparkle – 95.309 - 1 Woche (9. März – 15. März) - Arashi – Believe / Kumorinochi, Kaisei – 501.988 - 1 Woche (16. März – 22. März) - KAT-TUN – Rescue – 322.597 - 1 Woche (23. März – 29. März) - Namie Amuro – Wild / Dr. – 75.456 - 1 Woche (30. März – 5. April) - Perfume – One Room Disco – 77.325 - 1 Woche (6. April – 12. April) - Kumi Kōda x Misono – It's All Love! – 74.014 - 1 Woche (13. April – 19. April) - Tsuyoshi – Sora: Utsukushii Ware no Sora – 44.129 - 1 Woche (20. April – 26. April) - Exile – The Monster: Someday – 172.087 - 1 Woche (27. April – 3. Mai) - TVXQ – Share the World / We Are! – 98.033 - 1 Woche (4. Mai – 10. Mai) - NEWS – Koi no Abo – 234.448 - 1 Woche (11. Mai – 17. Mai) - Hideaki Takizawa – Sha La La / Mugen no Hane – 46.170 - 1 Woche (18. Mai – 24. Mai) - Morning Musume – Shōganai Yume Oibito – 47.528 - 1 Woche (25. Mai – 31. Mai) - Masaharu Fukuyama – Keshin – 131.384 - 1 Woche (1. Juni – 7. Juni) - Arashi – Ashita no Kioku/Crazy Moon: Kimi wa Muteki – 502.487 - 1 Woche (8. Juni – 14. Juni) - Yui – Again – 110.602 - 1 Woche (15. Juni – 21. Juni) - Girl Next Door – Infinity – 30.641 - 1 Woche (22. Juni – 28. Juni) - V6 – Spirit – 64.975 - 1 Woche (29. Juni – 5. Juli) - Yusuke – Tanpopo / Kaizokusen / Sono Kobushi – 176.185 - 1 Woche (6. Juli – 12. Juli) - Arashi – Everything – 342.070 - 1 Woche (13. Juli – 19. Juli) - Tegomass – Tanabata Matsuri – 80.243 - 1 Woche (20. Juli – 26. Juli) - Yuma Nakayama w/ B.I. Shadow, NYC Boys – Akuma na Koi / NYC – 175.788 - 1 Woche (27. Juli – 2. August) - Exile – The Hurricane: Fireworks – 173.686 - 1 Woche (3. August – 9. August) - Koichi Domoto – Ayakashi – 151,093 - 1 Woche (10. August – 16. August) - B’z – Ichibu to Zenbu / Dive – 180.600 - 1 Woche (17. August – 23. August) - Ayumi Hamasaki – Sunrise / Sunset: Love Is All – 75.352 - 1 Woche (24. August – 30. August) - Kiyoshi Hikawa – Tokimeki no Rumba – 68.119 - 1 Woche (31. August – 6. September) - SMAP – Sotto Kyutto / Superstar – 104.723 - 1 Woche (7. September – 13. September) - V6 – Guilty – 62.941 - 1 Woche (14. September – 20. September) - Tsuyoshi Domoto – Rain – 62.744 - 1 Woche (21. September – 27. September) - Kumi Kōda – Alive / Physical Thing – 32.468 - 1 Woche (28. September – 4. Oktober) - Hideaki Takizawa – Hikari Hitotsu – 43.413 - 1 Woche (5. Oktober – 11. Oktober) - Jejung & Yuchun(from TVXQ) – Colors: Melody and Harmony / Shelter – 149.363 - 1 Woche (12. Oktober – 18. Oktober) - Yui – It's All too Much / Never Say Die – 75.047 - 1 Woche (19. Oktober – 25. Oktober) - B’z – My Lonely Town – 180,723 - 1 Woche (26. Oktober – 1. November) - AKB48 – River – 178.579 - 1 Woche (2. November – 8. November) - KinKi Kids – Swan Song – 160.407 - 1 Woche (9. November – 15. November) - Kanjani8 – Kyū Jyō Show!! – 271.516 - 1 Woche (16. November – 22. November) - Arashi – My Girl – 431.685 - 1 Woche (23. November – 29. November) - Tomohisa Yamashita – Loveless – 194.451 - 1 Woche (30. November – 6. Dezember) - Lands – Bandage – 211.010 - 1 Woche (7. Dezember – 13. Dezember) - Tokyo Jihen – Nōdōteki Sanpunkan – 45.299 - 1 Woche (14. Dezember – 20. Dezember) - Keisuke Kuwata – Kimi ni Sayonara o – 71.468 - 1 Woche (21. Dezember – 27. Dezember) - Masaharu Fukuyama – Hatsukoi – 151.030 - 1 Woche (28. Dezember 2009 – 3. Januar 2010) | - Ikimono Gakari – My Song Your Song – 242.691 - 2 Wochen (30. Dezember 2008 – 18. Januar 2009) - Exile – Exile Ballad Best – 53.518 - 1 Woche (19. Januar – 25. Januar) - Various Artists – Code Geass Complete Best – 50.090 - 1 Woche (26. Januar – 1. Februar) - Mai Kuraki – Touch Me! – 50.251 - 1 Woche (2. Februar – 8. Februar) - Kumi Kōda – Trick – 253.346 / 56.008 - 2 Wochen (9. Februar – 22. Februar) - Thelma Aoyama – Love!: Thelma Love Song Collection – 45.233 - 1 Woche (23. Februar – 1. März) - Unicorn – Chambre – 159.206 - 1 Woche (2. März – 8. März) - Angela Aki – Answer – 74.068 - 1 Woche (9. März – 15. März) - Funky Monkey Babys – Funky Monkey Babys 3 – 80.302 - 1 Woche (16. März – 22. März) - Remioromen – Remio Best – 280.599 - 1 Woche (23. März – 29. März) - Dreams Come True – Do You Dreams Come True? – 231.496 - 1 Woche (30. März – 5. April, insgesamt 2 Wochen) - Ayumi Hamasaki – Next Level – 240.810 - 1 Woche (6. April – 12. April) - Dreams Come True – Do You Dreams Come True? – 82.873 - 1 Woche (13. April – 19. April, insgesamt 2 Wochen) - Shonannokaze – Shōnannokaze: Joker – 84.234 - 1 Woche (20. April – 26. April) - Kanjani8 – Puzzle – 212.058 - 1 Woche (27. April – 3. Mai) - Takeshi Tsuruno – Tsuruno Uta – 103.828 - 1 Woche (4. Mai – 10. Mai) - KAT-TUN – Break the Records: By You & for You – 200.220 - 1 Woche (11. Mai – 17. Mai) - Hideaki Tokunaga – We All – 30.805 - 1 Woche (18. Mai – 24. Mai) - Green Day – 21st Century Breakdown – 60.169 - 1 Woche (25. Mai – 31. Mai) - Eminem – Relapse – 46.101 - 1 Woche (1. Juni – 7. Juni) - The Hiatus – Trash We’d Love – 79.727 - 1 Woche (8. Juni – 14. Juni) - Nana Mizuki – Ultimate Diamond – 74.206 - 1 Woche (15. Juni – 21. Juni) - Greeeen – Shio, Koshō – 452.258 / 173.249 - 2 Wochen (22. Juni – 5. Juli) - Ringo Shiina – Sanmon Gossip – 120.446 - 1 Woche (6. Juli – 12. Juli) - Masaharu Fukuyama – Zankyō – 260.917 - 1 Woche (13. Juli – 19. Juli) - Perfume – Triangle – 210.576 - 1 Woche (20. Juli – 26. Juli) - Tegomass – Tegomass no Uta – 80.082 - 1 Woche (27. Juli – 2. August) - Hōkago Tea Time – Hōkago Tea Time – 66.820 - 1 Woche (3. August – 9. August) - Coming Century – Hello-Goodbye – 53.852 - 1 Woche (10. August – 16. August) - Kobukuro – Calling – 231.010 / 93.558 - 2 Wochen (17. August – 30. August) - Arashi – All the Best! 1999-2009 – 753.430 / 232.878 - 2 Wochen (31. August – 13. September) - Superfly – Box Emotions – 213.956 - 1 Woche (14. September – 20. September) - Mai Kuraki – All My Best – 137.059 - 1 Woche (21. September – 27. September) - Ai – Best A.I. – 81.663 - 1 Woche (28. September – 4. Oktober) - Ayaka – Ayaka's History 2006-2009 – 348.013 / 141.949 - 2 Wochen (5. Oktober – 18. Oktober) - Yuzu – Furusato – 114.662 - 1 Woche (19. Oktober – 25. Oktober) - Aqua Timez – The Best of Aqua Timez – 83.464 - 1 Woche (26. Oktober – 1. November) - Glay – The Great Vacation Vol.1: Super Best of Glay – 122.181 - 1 Woche (2. November – 8. November) - Michael Jackson – This Is It – 73.709 - 1 Woche (9. November – 15. November) - Bon Jovi – The Circle – 67.197 - 1 Woche (16. November – 22. November) - Ai Ōtsuka – Love Is Best – 56.366 - 1 Woche (23. November – 29. November) - B’z – Magic – 340.630 - 1 Woche (30. November – 6. Dezember) - Greeeen – Imamade no A Men, B Men Desuto!? – 255.201 - 1 Woche (7. Dezember – 13. Dezember) - EXILE – Aisubeki Mirai e – 730.253 - 1 Woche (14. Dezember – 20. Dezember) - KinKi Kids – J Album – 170.183 - 1 Woche (21. Dezember – 27. Dezember) - Namie Amuro – Past < Future – 330.742 - 1 Woche (28. Dezember 2009 – 3. Januar 2010) |

## Jahreshitparaden
Vom 22. Dezember 2008 bis zum 21. Dezember 2009. Die offiziellen japanischen Jahrescharts 2009 von Oricon umfassen 53 Wochen. Angegeben sind die erreichten Verkaufszahlen der Produkte in diesem Zeitraum.
| Singles | Alben |
| --- | --- |
| 1. Arashi – Believe / Kumorinochi, Kaisei – 656.676 2. Arashi – Ashita no Kioku / Crazy Moon: Kimi wa Muteki – 620.557 3. Arashi – My Girl – 513.186 4. Junko Akimoto – Ai no Mama de – 489.138 5. Arashi – Everything – 423.004 6. B’z – Ichibu to Zenbu / Dive – 377.516 7. KAT-TUN – Rescue – 377.097 8. Yusuke – Himawari – 359.556 9. KAT-TUN – One Drop – 331.248 10. Kanjani8 – Kyū Jyō Show!! – 299.246 11. NEWS – Koi no ABO – 285.228 12. Exile – The Hurricane: Fireworks – 279.264 13. Yuma Nakayama w/ B.I. Shadow, NYC Boys – Akuma na Koi / NYC – 277.071 14. Exile – The Monster: Someday – 270.513 15. Exile – The Generation: Futatsu no Kuchibiru – 269.747 16. Tomohisa Yamashita – Loveless – 249.549 17. Yusuke – Tanpopo / Kaizokusen / Sono Kobushi – 241.305 18. Lands – Bandage – 237.314 19. Shūchishin – Yowamushi Santa – 231.122 20. B’z – My Lonely Town – 229.866 | 1. Arashi – All the Best! 1999-2009 – 1.432.781 2. Mr. Children – Supermarket Fantasy – 1.251.148 3. Greeeen – Shio, Koshō – 1.000.127 4. Exile – Aisubeki Mirai e – 897.095 5. Exile – Exile Ballad Best – 847.273 6. Ayaka – Ayaka's History 2006-2009 – 786.657 7. Dreams Come True – Do You Dreams Come True?- – 668.097 8. Remioromen – Remio Best – 489.464 9. Superfly – Box Emotions – 480.865 10. Kobukuro – Calling – 467.521 11. Masaharu Fukuyama – Zankyō – 444.418 12. Michael Jackson – King of Pop – 438.901 13. B’z – Magic – 435.843 14. Ikimono Gakari – My Song Your Song – 434.743 15. Kumi Kōda – Trick – 391.094 16. Ayumi Hamasaki – Next Level – 377.872 17. Greeeen – Imamade no A Men, B Men Desuto!? – 376.424 18. Miliyah Katō – Ring – 357.630 19. Radwimps – Altcolony no Teiri – 331.568 20. Perfume – Triangle – 307.609 |